# タンギー・クリバリ
タンギー・クリバリ（Tanguy Coulibaly、2001年2月18日 - ）はフランス・セーヴル出身のサッカー選手。モンペリエHSC所属。ポジションはMF。

## 経歴
パリ・サンジェルマンのユースチームでキャリアをスタート。
2019年7月2日に、VfBシュトゥットガルトと2023年6月までの4年契約を結び、プロキャリアをスタートした。
2023年12月4日、モンペリエHSCに移籍した。